# Томас Бернхард
Томас Бернхард (9. фебруар 1931 — 12. фебруар 1989) био је аустријски књижевник и драматург.

## Биографија
Бернхард је окарактерисан као један од најважнијих аутора у немачком језику послератне, постмодернистичке ере. У својим делима најчешће описује ликове који су изложени душевном и другом пропадању. Његови радови обележавају иронију, скепсу, наглашавање животне апсурдности и бесмисла.
Бернхард је познат по доследном критиковању Католичке цркве. Забранио је постхумно извођење својих драма на простору Аустрије. Био је уз Петера Хандкеа и Елфриде Јелинек, борац против појаве фашизма у аустријском друштву, поред њих један од најзначајнијих интелектуалаца који су критиковали екстремне десничаре.
Написао је девет романа, неколико књига прича и кратке прозе, као и неколико аутобиографских дела и бројне представе. Његова дела су, у више наврата, изазвала јавне контроверзе, с обзиром да је Бернхард константно нападао типичан аустријски начин третирања нацистичке прошлости једноставним игнорисањем онога што се десило. Једна од драма носи назив Heldenplatz и представља отворену алузију на бечку централну царску палату, у којој је Хитлер одржао свој први говор након анексије Аустрије пред стотинама хиљада Аустријанаца који су га дочекали овацијама.

## Дела

### Романи
- Мраз (1963)
- Сметња (1967)
- Кречана (1970)
- Ходање (1971)
- Коректура (1975)
- Витгенштајнов нећак (1982)
- Бетон (1982)
- Губитник (1983)
- Стари мајстори (1985)
- Брисање (1986)

### Драме
- Празник за Бориса (1970)
- Игнорант и лудак (1972)
- Ловачко друштво (1974)
- Председник (1975)
- Моћ навике (1974)
- Трг хероја (1988)

### Збирка прича
- Имитатор гласова (1978)